# آرا باغداساریان
آرا باغداساریان (ارمنی: Արա Անդրանիկի Բաղդասարյան؛ زادهٔ ۲۵ ژانویهٔ ۱۹۴۰ - درگذشته ۲۱ نوامبر ۲۰۱۶) نقاش اهل ارمنستان بود.

## زندگی‌نامه
وی در ۲۵ ژانویهٔ ۱۹۴۰ در  به دنیا آمد و از کالج دولتی هنرهای زیبای پانوس ترلمزیان فارغ‌التحصیل گشت. وی برنده جوایزی همچون مدال موسس خورناتسی است. وی اتحادیه نقاشان ارمنستان بود وی در ۲۱ نوامبر ۲۰۱۶ در سن ۷۶ سالگی در ایروان درگذشت.

## نگارخانه

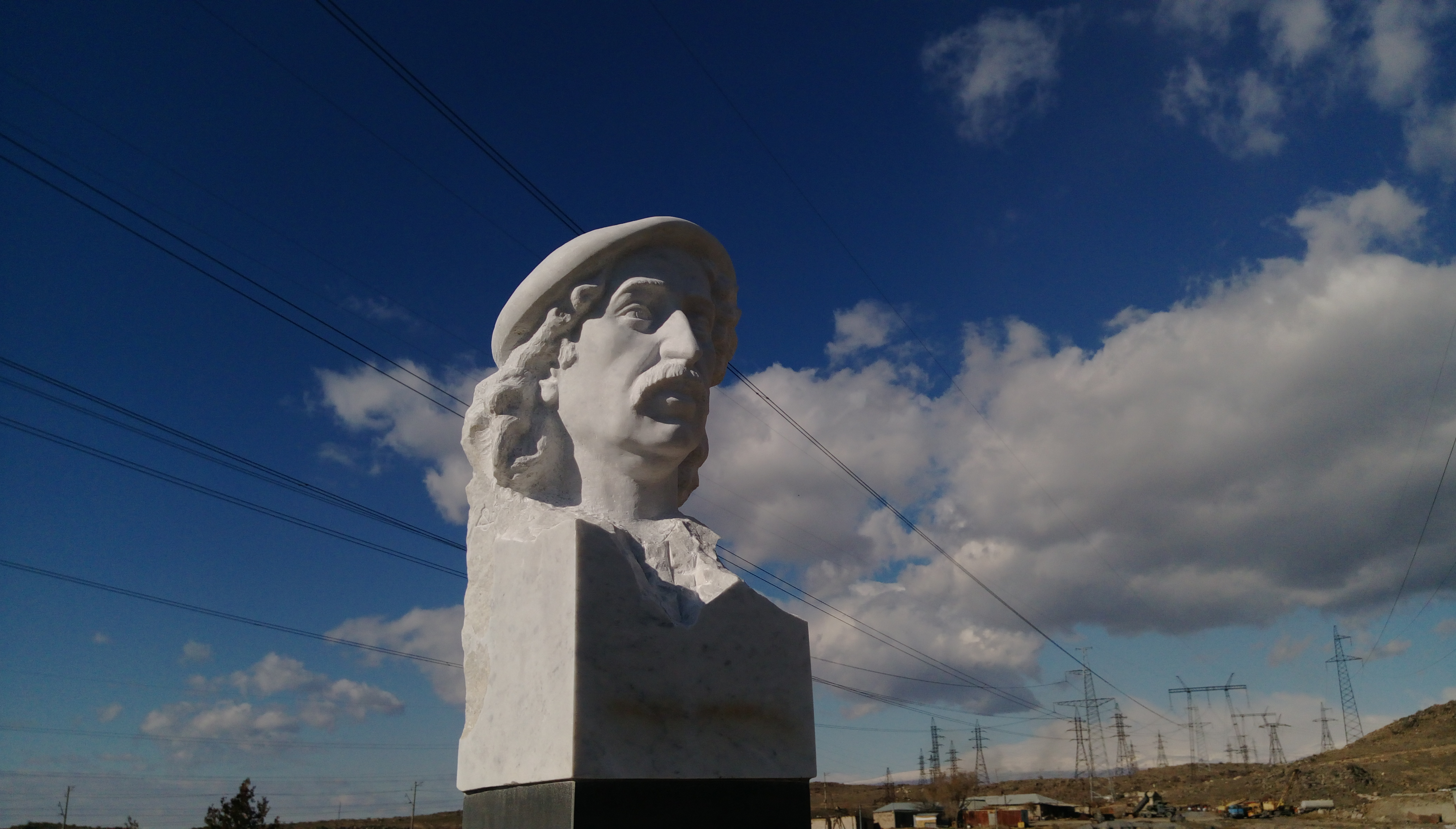